# Vadalur
Vadalur es una ciudad y nagar Panchayat situada en el distrito de Cuddalore en el estado de Tamil Nadu (India). Su población es de 39514 habitantes (2011). Se encuentra a 31 km de Cuddalore y 208 km de Chennai.

## Demografía
Según el censo de 2011 la población de Vadalur era de 39514 habitantes, de los cuales 19973 eran hombres y 19541 eran mujeres. Vadalur tiene una tasa media de alfabetización del 83,59%, superior a la media estatal del 80,09%: la alfabetización masculina es del 90,85%, y la alfabetización femenina del 76,25%.